# Karl Friedrich Voit von Rieneck
Karl Friedrich Voit von Rieneck (* 1642; † 19. August 1703) war Domherr in Bamberg und Dompropst in Würzburg.

## Leben

### Herkunft und Familie
Karl Friedrich Voit von Rieneck entstammte der uralten fränkischen Adelsfamilie Voit von Rieneck. Angehörige des Familienstamms waren ursprünglich Ministeriale im Dienste der Grafschaft Rieneck.

### Werdegang und Wirken
Karl Friedrich war zunächst Propst in St. Burkard, bevor er am 18. Juni 1685 Dompropst am Würzburger Dom und Domdechant im Bistum Bamberg wurde. In Würzburg bewohnte er die Kurie Sternberg. Ab 12. März 1691 war er auch wieder Propst am Stift St. Burkard. Bei der Bischofswahl im Jahre 1693 zählte er zu den Kandidaten. Er blieb bis zu seinem Tode im Amt. Sein Nachfolger war Johann Philipp Franz von Schönborn.

## Sonstiges
Von Januar 1680 bis März 1683 war er Statthalter in Bamberg.
1684 erwarb Karl Friedrich die Burg Gaillenreuth von den Herren von Egloffstein und im Jahre 1697 kaufte er vom Hochstift Bamberg die Herrschaft Wildenstein.
Am 27. Oktober 1697 wurde Karl Friedrich in den Reichsgrafenstand erhoben.
Von einem Nürnberger Glasmacher wurde ein dekorativer Prunkpokal angefertigt, der Namen und Wappen des Propstes trägt und ihm anlässlich der Erhebung in den Reichsgrafenstand durch Kaiser Leopold I. als Ehrengeschenk überreicht wurde. Der Glaspokal befindet sich heute im Mainfränkischen Museum auf der Festung Marienberg.